# 河上倫逸
河上 倫逸（かわかみ りんいつ、1945年6月25日 - ）は、日本の法学者。専門は西洋法制史。京都大学名誉教授。

## 経歴
出生から修学期
1945年、東京都で生まれた。東京都立日比谷高等学校を卒業し、京都大学法学部に入学。1974年に卒業し、同大学大学院法学研究科に進んだ。博士課程を中退し、京都大学法学部助手に採用された。
法制史研究者として
1980年、学位論文『ドイツ市民思想と法理論:歴史法学とその時代』を京都大学に提出して法学博士を取得。法学部助教授を経て、1984年に教授昇格。1978年から1980年まで、マックス・プランク・ヨーロッパ法史研究所に在外研究のため滞在。マックス・プランク・ヨーロッパ法史研究所では、初代所長ヘルムート・コーイング教授に師事した。
マインツ大学ドイツ研究所客員教授、ウィーン大学法学部客員教授、ベルリン自由大学客員教授をつとめた。

## 著作
単著
- 『多神教世界における日常の法』晃洋書房 2005
- 『法史学者の課題』未來社 2004
- 『ゆらぎの法律学』風行社 1997
  - 第3版 風行社 2001
  - 改訂版 風行社 1999
- 『社会システム論と法の歴史と現在』未來社 1991
- 『巨人の肩の上で』未來社 1990
- 『法の文化社会史』ミネルヴァ書房 1989
- 『ドイツ近代の意識と社会』ミネルヴァ書房 1987
- 『ドイツ市民思想と法理論』創文社 1978

共著
- 『蟻塚教育体制への警鐘：大学から見た入試改革問題』勝田有恒・高坂正堯共著、世界思想社 1990
- 『開かれた社会の哲学』長尾龍一共著、未來社 1994
- 『いまヨーロッパが崩壊する』阿部謹也・栗本慎一郎・樺山紘一・山内昌之・山口昌男共著、光文社 1994
- 『「正気」が「狂気」を生んだ：日本が知らないもうひとつのヨーロッパ（上）』栗本慎一郎・丹生谷貴志・山口昌男共著、光文社 1995
- 『新しい大地の詩』川勝平太・諸井誠共著、三省堂 1999
- 『比較法史研究』(16巻)梅棹忠夫ほか、未來社、1992-

翻訳
- 『法社会学の基礎理論』オイゲン・エールリッヒ著、みすず書房 1984
- 『法律的論理』オイゲン・エールリッヒ著、みすず書房 1987
- 『母権論』(全3巻) J・J・バッハオーフェン著、岡道男・河上倫逸監訳、みすず書房 1991-1995

1. 1巻 1991
2. 2巻 1993
3. 3巻 1995

- 『解釈学と実践哲学』マンフレート・リーデル（ドイツ語版）著、編訳、以文社 1984
- 『市民社会の概念史』マンフレヒト・リーデル著、常俊宗三郎・河上倫逸監訳、以文社 1990
- 『ドイツ法律学の歴史的現在』マンフレッド・ハーダー（ドイツ語版）著、ミネルヴァ書房 1988
- 『ヴェーバーの再検討』ヴォルフガング・シェルフター（英語版）著、監訳、風行社 1990
- 『権力の批判』アクセル・ホネット著、監訳、法政大学出版局 1992
- 『コミュニケーション的行為の理論』(上) ユルゲン・ハーバーマス著、共訳、未來社 1985
- 『新たなる不透明性』ユルゲン・ハーバーマス著、監訳、松籟社 1995
- 『法と正義のディスクルス』ユルゲン・ハーバーマス著、監訳、未來社 1999
- 『事実性と妥当性』ユルゲン・ハーバーマス著、共訳、未來社 2002-2003

1. 上巻 2002
2. 下巻 2003

論文
- 河上1982「エールリッヒにおける法の歴史社会学の成立 1」『法学論叢』111-4

- 河上1982「〃 2」『法学論叢』111-6
- 河上1983「〃 3」『法学論叢』113-2
- 河上1984「〃 4」『法学論叢』114-5

- 河上1974「ドイツ型市民思想と法理論：歴史法学の思想史的位置について 1」『法学論叢』95-1

- 河上1974「〃 2」『法学論叢』95-3
- 河上1974「〃 3」『法学論叢』95-4
- 河上1974「〃 4」『法学論叢』95-6

- 河上1975「ヴィッセンシャフトの成立とサヴィニーの学問・大学・教育論 1」『法学論叢』97-4

- 河上1975「〃 2」『法学論叢』98-2
- 河上1976「〃 3」『法学論叢』98-6
- 河上1976「〃 4」『法学論叢』99-3
- 河上1976「〃 5」『法学論叢』100-1
- 河上1977「〃 6」『法学論叢』100-5/6
- 河上1977「〃 7」『法学論叢』102-1
- 河上1977「〃 8」『法学論叢』102-2

- 河上1978「歴史法学とマルクス：一つの覚え書」『法学論叢』102-3/4
- 河上1989 "Die Möglichkeiten einer Zeitgeschichte anhand von Eugen Ehrlichs Biographie und Zusutand der Materialienforschung"(時代史としてのエールリッヒ個人史の可能性と資料状況) 『法学論叢』124-3/4
- 河上2005「国際法の歴史から『世界法』の構築へ」『法学論叢』156-3/4